# لوند کاکلی
لوند کاکلی (نام علمی: Lophornis ornatus) نام یک گونه مرغ مگس خوار کوچک از سرده لوندها است که در شرق ونزوئلا، ترینیداد، گویان و شمال برزیل تولیدمثل می کند..